# União (ort)
União är en ort i Brasilien.   Den ligger i kommunen União och delstaten Piauí, i den östra delen av landet, 1 400 km norr om huvudstaden Brasília. União ligger 60 meter över havet och antalet invånare är 15 677.
Terrängen runt União är platt.
Omgivningarna runt União är huvudsakligen savann. Runt União är det ganska glesbefolkat, med 34 invånare per kvadratkilometer.